# Okrągłe, Ostródzki
Okrągłe [ɔˈkrɔnɡwɛ] (tiếng Đức: Klein Lehwalde) là một ngôi làng thuộc khu hành chính của Gmina Dąbrówno, thuộc huyện Ostródzki, Warmińsko-Mazurskie, ở miền bắc Ba Lan. Nó cách Dąbrówno khoảng 4 kilômét (2 mi)  về phía tây, cách Ostróda 30 km (19 mi) về phía nam và cách thủ phủ khu vực Olsztyn 52 km (32 mi) về phía tây nam.
Ngôi làng có dân số 170 người.